# عبدالرشید علی شرماکه
عبدالرشید علی شرماکه (به عربی: عبدالرشيد علي شارماركي) (زاده ۱۶ اکتبر ۱۹۱۹ – درگذشته ۱۵ اکتبر ۱۹۶۹) رئیس جمهور سومالی (۱۹۶۹–۱۹۶۷) وی در کودتای نظامی به رهبری ژنرال محمد زیادباره ترور شد.